# 스베틀라나 키티치
스베틀라나 키티치(세르비아어: Светлана Китић, Svetlana Kitić, 보스니아어: Svetlana Kitić, 1961년 4월 26일~)는 유고슬라비아와 보스니아 헤르체고비나의 핸드볼 선수이다. 유고슬라비아 여자 국가대표팀 선수로 활약하여 1980년 하계 올림픽 은메달, 1984년 하계 올림픽 금메달 획득에 기여했다.